# Мисс V из Москвы
«Мисс V из Москвы» (англ. Miss V from Moscow) — американский шпионский триллер 1942 года режиссёра Альберта Хермана.

## Сюжет
Мисс V — Вера Марова, советская разведчица, посланная в оккупированный нацистами Париж, чтобы выдать себя за своего двойника — немецкую шпионку, недавно ликвидированной французским Сопротивлением. Её напарником становится Стив Уорт, американец, служащий в британских ВВС и сбитый над Германией. Русская и американец при помощи французов обводят агентов гестапо, добывая и отправляя секретные радиосообщения в Москву, которые спасают американские конвои от немецких подводных лодок.

## В ролях
- Лола Лейн — Вера Марова, советская шпионка «Мисс V» (выдаёт себя за Грету Хиллер)
- Ноэл Мэдисон — Фриц Клайс, гауптман гестапо
- Говард Бэнкс — Стив Уорт, американский лётчик
- Пауль Вайгель — Анри Девалье, французский художник, связной движения Сопротивления
- Джон Воспер — Вольфганг Генрих, полковник гестапо
- Вильгельм фон Бринкен — Рихтер, гауптман гестапо
- Анна Деметрио — мадам Финшон
- Хуан де ла Крус — Пьер
- Кэтрин Шэлдон — Минна, горничная Греты
- Виктор Кенделл — Джеральд Нотон, английский лётчик
- Ричард Киплинг — доктор Сушевский

## О фильме
Как и другие, более известные фильмы США снятые в разгар Второй мировой войны, таких как «Миссия в Москву» и «Песнь о России», фильм был забыт в период маккартизма и холодной войны.